# Jüdischer Friedhof (Lütz)

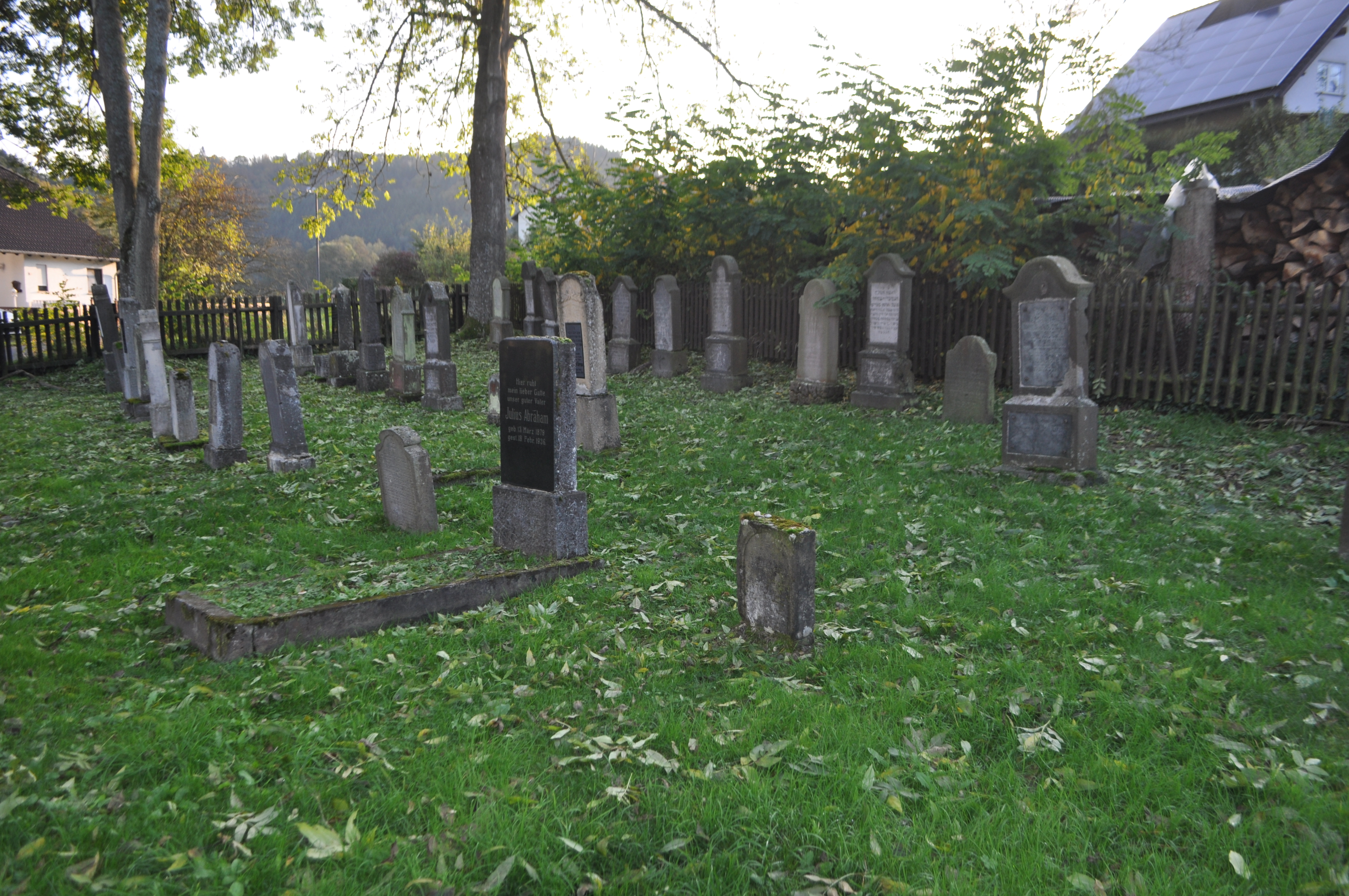
Jüdischer Friedhof in Lütz

Der Jüdische Friedhof in Lütz, einer Ortsgemeinde im Landkreis Cochem-Zell in Rheinland-Pfalz, wurde um 1800 angelegt. Der jüdische Friedhof liegt innerhalb des Ortes an der Straße In der Krumm. Er ist ein geschütztes Kulturdenkmal.
Der Friedhof besteht aus einem alten und einem neueren, 1872 angelegten Teil. Von den vor 1862 im älteren Teil entstandenen Grabstellen sind keine Grabsteine mehr vorhanden. Die Friedhofsfläche umfasste ursprünglich 1600 m², heute sind nur noch etwa 700 m² zum Friedhof gehörig. Auf dem Friedhof wurden auch die Toten der jüdischen Gemeinde Treis beigesetzt.
Auf dem Friedhof sind heute noch 32 Grabsteine vorhanden.